# Do Space
Omaha, Nebraska U.S. 68114Tọa độ41°15′32″B 96°01′29″T / 41,258972°B 96,024667°TTruy cập giao thông công cộngMetro Area Transit
Buýt: 2, 8, 18, 92, 98Trang webdospace.org
Do Space là trung tâm cộng đồng phi lợi nhuận 501 (c) (3) về công nghệ, thư viện kỹ thuật số, giáo dục và không gian làm việc nhỏ với công nghệ in 3D ở Omaha, Nebraska.

## Lịch sử
Do Space mở cửa vào mùa thu năm 2015.Do Space được quản lý bởi Tổ chức phi lợi nhuận thông tin cộng đồng phi lợi nhuận, được quản lý bởi tổ chức từ thiện Omaha địa phương, Dịch vụ di sản.
Nó nằm ở góc phía tây nam của 72 và đường Dodge  trong những gì đã từng là một cuốn sách biên giới. Tòa nhà bị bỏ trống, yêu cầu cải tạo và hiện đại hóa cấu trúc hiện có. Dự án, có từ năm 2014, đã bao gồm 4,1 triệu đô la cho việc mua tòa nhà trống và 7 triệu đô la để cải tạo và lấp đầy không gian. Thiết kế của tòa nhà được thực hiện bởi HDR, Inc. Do Space hợp tác với nhiều tổ chức khác nhau, bao gồm Metropolitan Community College và Omaha Public Library.

## Dịch vụ
Khách hàng quen có thể sử dụng máy tính Apple và Windows có văn phòng, các chương trình CAD và đồ họa và có thể truy cập cơ sở dữ liệu Thư viện Công cộng Omaha trong khi ở tại Do Space.. Do Space cũng có máy tính bảng và máy tính xách tay để sử dụng, cũng như một phòng thí nghiệm 3-D có máy in 3-D, máy quét 3-D và máy cắt laser. Có máy in khổ lớn cũng như phòng nghỉ với bảng thông báo màn hình cảm ứng.
Do Space cung cấp dịch vụ miễn phí cho công chúng, ngoại trừ các vật dụng như in và vật liệu 3D. Có không gian dành riêng cho trẻ nhỏ, thiếu niên, cũng như người lớn. Có một nhóm cụ thể hướng tới người cao niên kết hợp chia sẻ thông tin theo phong cách ngang hàng. Metropolitan Community College tổ chức các lớp học trên tầng hai. Do Space cung cấp một không gian hội họp để nuôi dưỡng một vườn ươm đổi mới và các nhóm công nghệ cộng đồng khác nhau gặp nhau ở đó.

## Lãnh đạo
Vào tháng 2 năm 2015, Rebecca Stavick, đồng sáng lập nhóm hacking civic Open Nebraska và cựu thư viện thư viện công cộng Omaha, được thuê làm Giám đốc điều hành của Do Space. Michael Sauers, trước đây là Ủy ban Thư viện Nebraska, là Giám đốc Công nghệ.